# شارل دوم، پادشاه ناوار
شارل دوم (فرانسوی: Charles, اسپانیایی: Carlos, باسکی: Karlos, ۱۰ اکتبر ۱۳۳۲ – ۱ ژانویه ۱۳۸۷), معروف به شارل بد از سال ۱۳۴۹ پادشاه ناوار و از سال ۱۳۴۳ کنت اورو بود و هر دو عنوان را تا زمان مرگش در سال ۱۳۸۷ در اختیار داشت.
علاوه بر پادشاهی ناوار که در پیرنه قرار دارد، شارل زمین‌های وسیعی در نرماندی داشت که از پدرش، فیلیپ کنت اِورو، و مادرش، ملکه خوآنای دوم، ملکه ناوار به ارث برده بود، که آنها را به عنوان غرامت برای انصراف از ادعاهای خود به تاج‌وتخت فرانسه، شامپاین و بری در سال ۱۳۲۸ دریافت کرده بود؛ بنابراین، در شمال فرانسه، او اِورو، مورتاین، بخش‌هایی از وکسین و بخشی از شبه‌جزیره کوتنتن را در اختیار داشت. شارل در برهه‌ای حساس از جنگ صد ساله بین فرانسه و انگلستان، بازیگر اصلی بود و بارها برای پیشبرد اهداف خود، جبهه خود را تغییر داد. او در سال ۱۳۸۷ میلادی به‌طور تصادفی زنده زنده سوزانده شد.

## زندگی

### اوایل زندگی
شارل، پسر فیلیپ اورو، و خوآنای دوم و در اورو متولد شد.  پدرش پسرعموی اول فیلیپ ششم، پادشاه فرانسه بود، در حالی که مادرش، خوآنا، تنها فرزند پادشاه سابق فرانسه، لوئی دهم بود. شارل ناوار همان‌طور که دوست داشت اشاره کند «از دو طرف از گل زنبق زاده شده بود»، اما تا آنجا که به سرزمین‌های فرانسوی‌اش مربوط می‌شد، موفق به کسب یک میراث کوچک شد. شارل در دوران کودکی و تا زمانی که در ۱۷ سالگی پادشاه ناوار شد، در فرانسه بزرگ شد، بنابراین احتمالاً در لحظه تاجگذاری خود به زبان رومنس ناوارا تسلط نداشت. 
در اکتبر ۱۳۴۹ مادر شارل درگذشت  و شارل برای ادای سوگند تاجگذاری و مسح شدن، در تابستان ۱۳۵۰ از پادشاهی خود دیدن کرد. برای اولین بار، سوگند به زبانی غیر از لاتین یا اکسیتان یعنی ناوارو-آراگونی که مرسوم بود، خوانده شد. به غیر از بازدیدهای کوتاهی که در ۱۲ سال اول سلطنت خود انجام داد، شارل تقریباً تمام وقت خود را در فرانسه گذراند. او ناوار را اساساً به عنوان منبع نیروی انسانی می‌دانست که با آن می‌توان طرح‌های خود را برای تبدیل شدن به یک قدرت بزرگ در فرانسه پیش برد. او برای مدت طولانی امیدوار بود که ادعای او بر تاج و تخت فرانسه (به عنوان وارث فیلیپ چهارم از طریق مادرش، و کاپتی از طریق پدرش) به رسمیت شناخته شود. با این حال، او نتوانست تاج و تخت را از دست عموزاده‌هایش یعنی پادشاهان دودمان والوآ، که طبق قانون حق اولویت نخستین فرزند از او بزرگتر بودند، بگیرد.

### قتل شارل دو لا سردا و روابط باژان دوم(۱۳۵۱–۱۳۵۶)
شارل دوم در سال ۱۳۵۱ به عنوان ستوان سلطنتی در لانگداک خدمت کرد و فرماندهی ارتشی را بر عهده داشت که پورت-سنت ماری در گارون را در سال ۱۳۵۲ تصرف کرد. در همان سال با ژوآن والوآ دختر ژان دوم، پادشاه فرانسه ازدواج کرد.  او به زودی نسبت به پاسبان فرانسه، شارل دو لا سردا، که قرار بود یکی از ذینفعان حکومت آنگولم باشد، حسادت کرد. شارل ناوار احساس می‌کرد که حق داشتن این سرزمین‌ها را دارد زیرا این سرزمین‌ها به مادرش، ملکه ناوار تعلق داشتند، اما پادشاهان فرانسوی آن‌ها را در ازای مبلغ ناچیزی به عنوان غرامت از او گرفتند. 
پس از نزاع علنی با شارل دو لا سردا در پاریس در کریسمس ۱۳۵۳، شارل ترور پاسبان را ترتیب داد که در دهکده l'Aigle (۸ ژانویه ۱۳۵۴)، برادرش فیلیپ، کنت لونگویل، رهبری قاتلان را بر عهده داشت. شارل نقش خود را در این قتل پنهان نکرد و در عرض چند روز با انگلیسی‌ها برای حمایت نظامی علیه پدرزنش، ژان دوم، که شارل دو لا سردا پاسبان مورد حمایتش بود، علاقه‌مند شد.  ژان دوم در حال آماده شدن برای حمله به قلمروی دامادش بود، اما اتحاد شارل با پادشاه ادوارد سوم پادشاه انگلستان باعث شد ژان در عوض با عهدنامه Mantes در ۲۲ فوریه ۱۳۵۴ با پادشاه ناوار صلح کند که در پی آن شارل دارایی خود را افزایش داد و ظاهراً با ژان دوم آشتی کرد. انگلیسی‌ها که برای حمله به فرانسه برای لشکرکشی مشترک با شارل علیه فرانسوی‌ها آماده می‌شدند، احساس می‌کردند که از آنها سوءاستفاده شده است. در اصل شارل از تهدید اتحاد با پادشاه انگلیس برای گرفتن امتیاز از فرانسوی‌ها استفاده کرده بود.

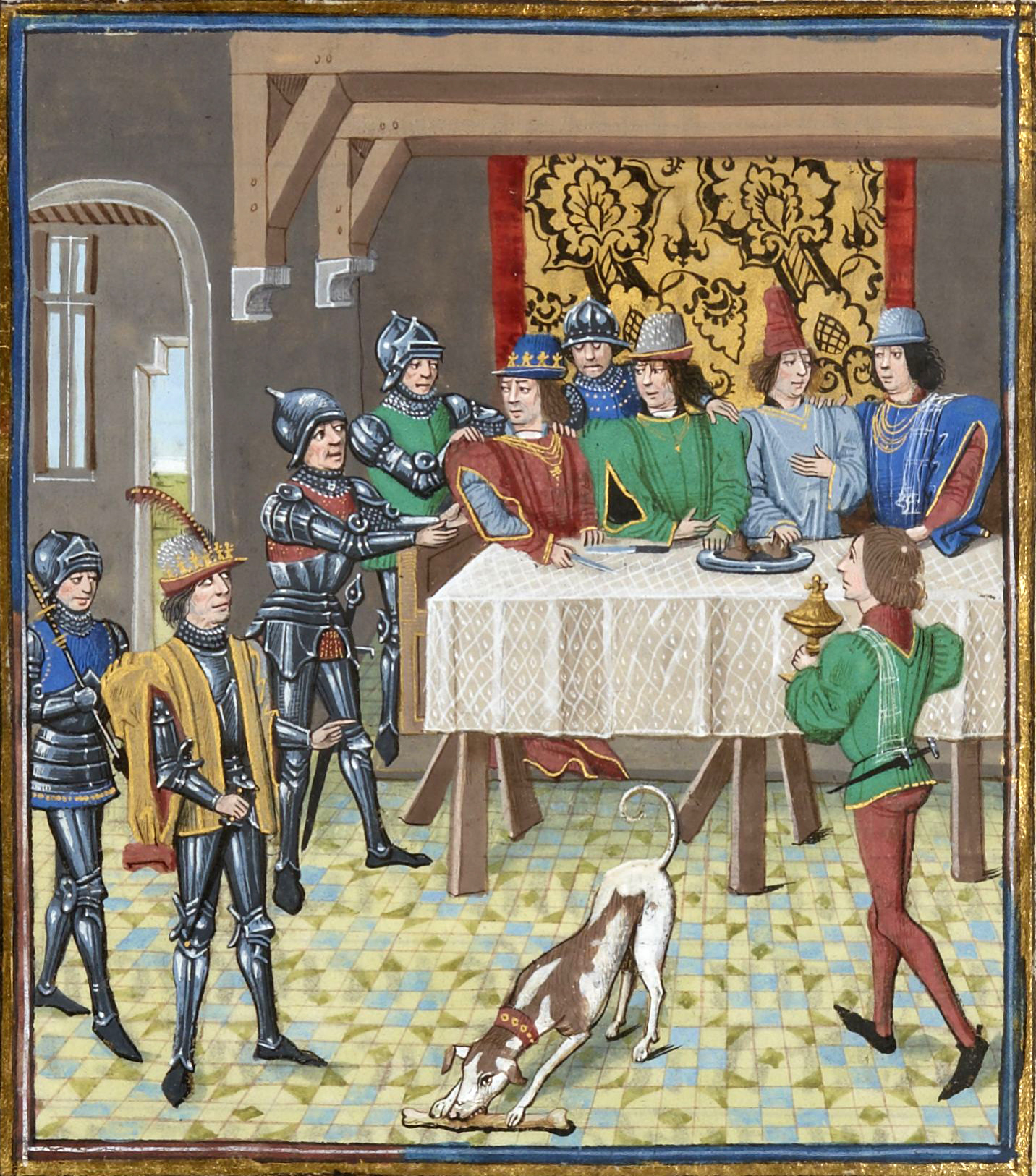
ژان دوم، پادشاه فرانسه، دستور دستگیری شارل بد، پادشاه ناوار را صادر کرد. از تواریخ ژان فرواسارت.

روابط بین شارل و ژان دوم دوباره بدتر شد و ژان در اواخر سال ۱۳۵۴ به قلمروهای شارل در نورماندی حمله کرد، در حالی که شارل با فرستاده ادوارد سوم، هنری گروسمونت، اولین دوک لنکستر، در مذاکرات بی‌ثمر صلح بین انگلیس و فرانسه که در زمستان ۱۳۵۴–۵۵ در اوینیون برگزار شد، حضور داشت. بار دیگر شارل تغییر سمت داد: تهدید تهاجم مجدد انگلیسی‌ها، ژان دوم را مجبور کرد تا توافقنامه آشتی جدیدی با او امضا کند، که در ۱۰ سپتامبر ۱۳۵۵ توسط معاهده والونیا تأیید شد.
این توافق نیز دوام نیاورد. شارل با دوفن دوست شد و گمان می‌رفت که تلاش می‌کند بر دوفن تأثیر بگذارد، و ظاهراً در یک کودتای ناموفق در دسامبر ۱۳۵۵ شرکت داشت که به نظر می‌رسد هدف آن جایگزینی ژان دوم با دوفن بوده است.  ژان با انتصاب پسرش به عنوان دوک نورماندی، اوضاع را اصلاح کرد، اما شارل ناوار به مشورت دادن به دوفن ادامه داد که چگونه آن استان را اداره کند.
همچنین شایعاتی در مورد توطئه‌های او علیه پادشاه وجود داشت و در ۵ آوریل ۱۳۵۶ ژان دوم و گروهی از هوادارانش بدون اطلاع قبلی به قلعه دوفن در روآن حمله کرده و شارل ناوار را دستگیر و او را زندانی کردند. چهار نفر از حامیان اصلی او (که دو نفر از آنها از قاتلان شارل د لا سردا بودند) سر بریده و اجساد آنها را از زنجیر آویزان کردند. شارل را به پاریس برده و سپس برای امنیت بیشتر از زندانی به زندان دیگر منتقل کردند. 

### شارل علیه دوفن (۱۳۵۶–۱۳۵۸)
پس از شکست و اسیر شدن ژان دوم در نبرد پواتیه، شارل در زندان ماند. اما بسیاری از پارتیزان‌های او در Estates General فعالیت می‌کردند، که در خلأ قدرت ایجاد شده در اثر زندانی شدن پادشاه تلاش می‌کرد تا فرانسه را اداره و اصلاح کند، در حالی که بیشتر کشور به هرج و مرج تنزل پیدا کرد. آنها مدام به دوفن فشار می‌آوردند تا او را آزاد کند. در همین حین، برادرش فیلیپ ناوار، با ارتش متجاوز انگلیسی دوک لنکستر همکاری کرده و با نیروهای دوفن در سراسر نورماندی جنگید. سرانجام، در ۹ نوامبر ۱۳۵۷، شارل توسط گروهی متشکل از ۳۰ مرد از آمیان به رهبری ژان دو پیکینی از زندان خود در قلعه آرلو بیرون آمد.  هنگامی که وارد آمیان شد به عنوان یک قهرمان مورد استقبال قرار گرفت و توسط ژنرال املاک به پاریس دعوت شد. او با گروهی بزرگ وارد پاریس شد و «مثل یک پادشاه تازه تاجگذاری شده پذیرایی شد». 
او در ۳۰ نوامبر مردم را خطاب قرار داد و شکایات خود را از کسانی که او را زندانی کرده بودند ذکر کرد. اتین مارسل رهبری «تقاضای عدالت برای پادشاه ناوار» را بر عهده داشت که دوفن قادر به مقاومت در برابر آن نبود. شارل خواستار غرامت برای تمام خسارات وارده به قلمروهایش در زمانی که او در زندان بود، عفو بدون شرط برای تمام جنایات خود و حامیانش، و دفن شرافتمندانه برای همکارانش که توسط ژان دوم در روآن اعدام شدند، خواست. او همچنین خواستار دوک‌نشین نرماندی که متعلق به دوفن و کنت‌نشین شامپاین شد که او را به فرمانروایی مؤثر شمال فرانسه تبدیل می‌کرد.
دوفن عملاً ناتوان بود، اما او و شارل هنوز در حال مذاکره بودند که خبر رسید ادوارد سوم و ژان دوم در حال دستیابی به یک توافق صلح هستند. شارل که می‌دانست این فقط به ضرر او تمام می‌شود، تمام زندان‌های پاریس را برای ایجاد هرج و مرج باز و پاریس را ترک کرد تا قدرت خود را در نرماندی تقویت کند.  در غیاب او، دوفن سعی کرد نیروی نظامی خود را جمع‌آوری کند. در همین حال، شارل در ۱۰ ژانویه ۱۳۵۸ برای پیروان اعدام شده خود مراسم تشییع جنازه‌ای رسمی در کلیسای جامع روآن ترتیب داد و عملاً جنگ داخلی را اعلام کرد و یک نیروی ترکیبی انگلیسی-ناواری را علیه پادگان‌های دوفن رهبری کرد.

### شارل، انقلاب پاریس و ژاکری (۱۳۵۸)

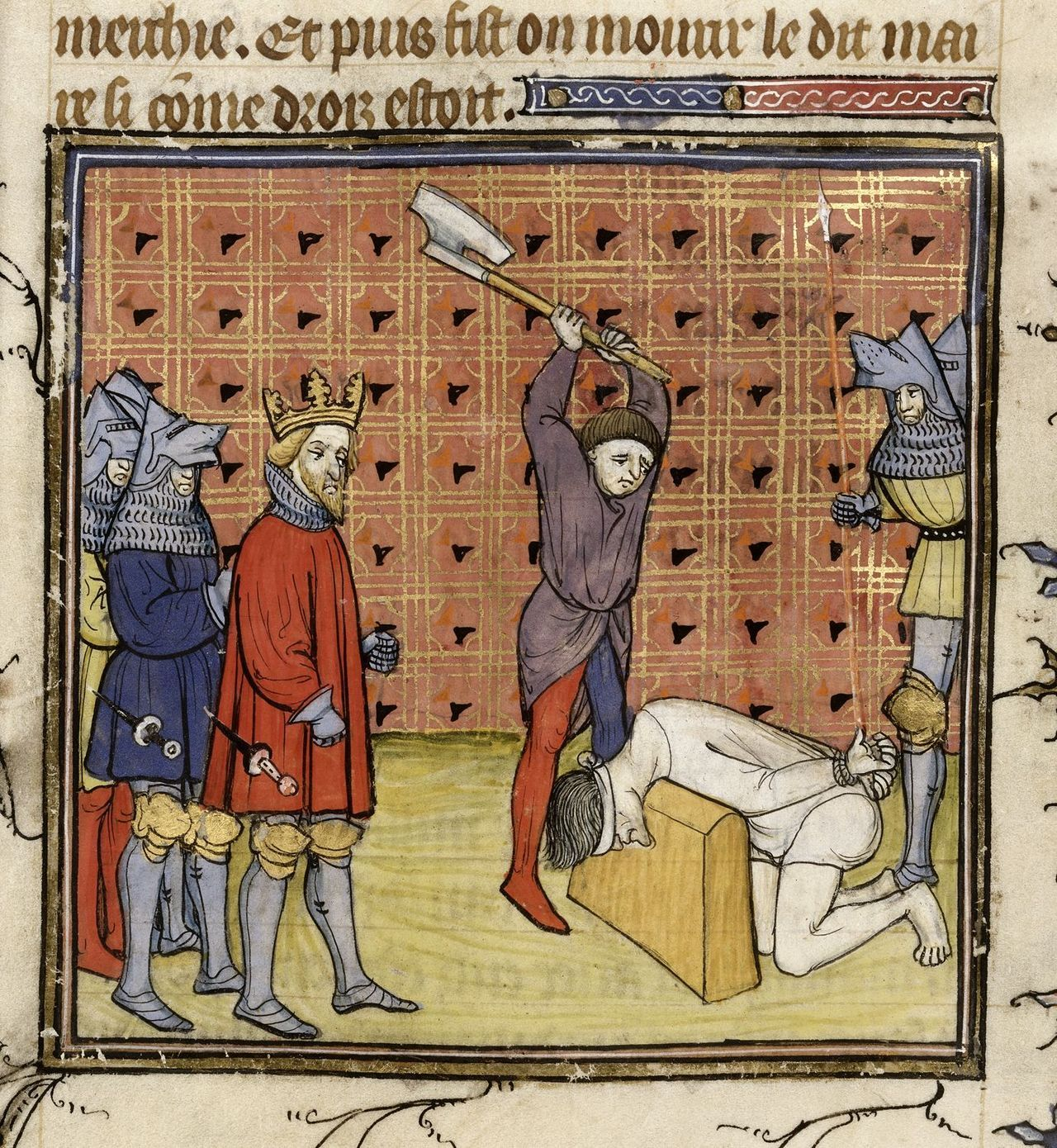
شارل دوم رهبران ژاکری را با سر بریدن اعدام کرد. تصویر از Chroniques de France ou de St Denis, BL Royal MS. 20 C vii, f. 134v، ساخته شده بعد از ۱۳۸۰.

در همین حال پاریس در گیرودار انقلاب بود. در ۲۲ فوریه افسران ارشد نظامی دوفن، مارشال‌های ژان دو کنفلان و روبر د کلرمون توسط گروهی به رهبری اتین مارسل در مقابل چشمان او به قتل رسیدند و دوفن را به یک زندانی مجازی تبدیل کردند و از شارل ناوار دعوت کردند به شهر بازگردد. او در ۲۶ فوریه با یک گروه بزرگ مسلح این کار را انجام داد. دوفن مجبور شد با بسیاری از خواسته‌های سرزمینی شارل موافقت کند و قول دهد که ارتش ثابتی متشکل از هزار نفر را برای استفاده شخصی‌اش تأمین مالی کند.  با این حال، بیماری شارل را از اسکورت دوفن به جلسات درخواستی اشراف در سانلیس و پروون بازداشت، و دوفن به این ترتیب توانست از نگهبانان پاریسی و ناواری خود بگریزد و لشکری از شرق علیه شارل و پاریس انقلابی بگشاید.
اتین مارسل از شارل درخواست کرد تا نزد دوفن شفاعت کند، اما او چیزی به دست نیاورد و سرزمین اطراف پاریس هم توسط نیروهای شارل و هم توسط دوفن شروع به غارت شد. در آخرین روزهای ماه مه، شورش دهقانان ژاکری در شمال پاریس به‌عنوان ابراز خودجوش نفرت از اشراف که فرانسه را تا این حد پایین آورده بود، فوران کرد. اتین مارسل علناً حمایت پاریسی‌ها از ژاکری را اعلام کرد. شوالیه‌های شمال فرانسه که نتوانستند از دوفن کمک بگیرند، از شارل ناوار درخواست کردند تا آنها را علیه دهقانان رهبری کند.
اگرچه او با پاریسی‌ها متحد بود، شارل عاشق دهقانان نبود و احساس می‌کرد مارسل اشتباهی مهلک مرتکب شده است. او نتوانست در برابر شانس ظاهر شدن به عنوان رهبر اشراف فرانسوی مقاومت کند و سرکوب ژاکری را در نبرد ملو، ۱۰ ژوئن ۱۳۵۸ و کشتارهای متعاقب آن شورشیان رهبری کرد. او سپس به پاریس بازگشت و یک مناقصه آشکار برای کسب قدرت کرد و از مردم خواست که او را به عنوان «کاپیتان پاریس» انتخاب کنند. 
این حرکت، شارل را از حمایت بسیاری از اشراف که از او در برابر ژاکری حمایت کرده بودند، از دست داد، و آنها شروع به رها کردن او و پیوستن به دوفن کردند، در حالی که او سربازان - عمدتاً مزدوران انگلیسی - را برای «دفاع» پاریس به خدمت می‌گرفت، هرچند افرادش اعتصاب می‌کردند. در خارج از شهر، به روستاییان یورش برده و آنان را غارت کردند. شارل که متوجه شد نیروهای دوفن بسیار قوی‌تر از نیروهای او هستند، مذاکراتی را با دوفن آغاز کرد، که اگر بتواند پاریسی‌ها را وادار به تسلیم کند، پیشنهادهای قابل توجهی از پول و زمین به او ارائه کرد. با این حال، آنها به این معامله بین شاهزادگان بی‌اعتماد شدند و به‌طور کامل از شروط خودداری کردند. شارل موافقت کرد که به عنوان کاپیتان آنها بجنگد، اما خواستار اعزام نیروهایش به شهر شد.
خیلی زود شورش‌های ضد انگلیسی در شهر رخ داد و شارل، همراه با اتین مارسل، توسط اوباش مجبور شد تا آنها را علیه پادگان‌های غارتگر در شمال و غرب شهر - علیه مردان خودش - رهبری کند. او آنها را (بدون شک عمدا) به کمین انگلیسی در جنگل نزدیک پل سنت کلود برد و حدود ۶۰۰ پاریسی کشته شدند. 

### شارل تسلیم می‌شود (۶۰–۱۳۵۹)
پس از این افتضاح، شارل در خارج از پاریس در کلیسای سن-دنی ماند و شهر را به سرنوشت خود واگذار کرد در حالی که انقلاب خود را به آتش کشید، اتین مارسل کشته شد و دوفن کنترل پاریس را دوباره به دست گرفت. در همین حال، او مذاکراتی را با پادشاه انگلیس آغاز کرد و به ادوارد سوم پیشنهاد کرد که باید فرانسه را بین خود تقسیم کنند: اگر ادوارد به فرانسه حمله می‌کرد و به او کمک می‌کرد تا دوفن را شکست دهد، ادوارد را به عنوان پادشاه فرانسه به رسمیت می‌شناخت و به خاطر سرزمین‌های خود نرماندی، پیکاردی، شامپاین و بری به او ادای احترام می‌کرد. اما پادشاه انگلیس دیگر به شارل اعتماد نداشت و هم او و هم ژان دوم اسیر او را مانعی برای صلح می‌دانستند. در ۲۴ مارس ۱۳۵۹ ادوارد و ژان قرارداد جدیدی در لندن منعقد کردند که به موجب آن ژان با پرداخت باج هنگفتی به فرانسه آزاد می‌شد و بخش‌های بزرگی از خاک فرانسه - از جمله تمام سرزمین‌های فرانسوی شارل ناوار را به ادوارد سوم واگذار می‌کرد. اگر شارل غرامت مناسب (تعریف نشده) را در جای دیگری تسلیم نکند و پیمان صلح را نپذیرد، پادشاهان انگلیس و فرانسه مشترکاً با او جنگ می‌کنند.  با این حال ژنرال املاک از پذیرش معاهده امتناع کرد و از دوفن خواست به جنگ ادامه دهد. در این هنگام ادوارد سوم صبر خود را از دست داد و تصمیم گرفت خودش به فرانسه حمله کند. موقعیت نظامی شارل ناوار در شمال فرانسه تحت حملات نیروهای دوفن در طول بهار رو به وخامت گذاشته بود، و با خبر حمله قریب‌الوقوع ادوارد، شارل تصمیم گرفت که باید با دوفن به صلح برسد. پس از چانه زنی طولانی، دو رهبر در ۱۹ اوت ۱۳۵۹ در نزدیکی پونتوآز ملاقات کردند. در روز دوم، شارل ناوار علناً از تمام خواسته‌های خود برای قلمرو و پول صرف نظر کرد و گفت که چیزی بیش از آنچه در آغاز جنگ داشت نمی‌خواهد و «چیزی جز انجام وظیفه در قبال کشورش نمی‌خواهد». مشخص نیست که آیا او در مواجهه با تهاجم قریب‌الوقوع انگلیس به وطن‌پرستی برانگیخته شده بود یا تصمیم گرفته بود تا زمان مناسب تری برای تجدید مبارزات خود صبر کند.  پس از شکست نسبی کارزار ادوارد در زمستان ۱۳۵۹–۶۰ (دوفن تن به نبرد نداد و سیاست «زمین سوخته» را با مردمی که به دنبال سرپناهی در شهرهای محصور بودند در حالی که انگلیسی‌ها آب و هوای وحشتناک را تحمل می‌کردند، دنبال کرد. پیمان صلح بین ادوارد سوم و ژان دوم در بریتنی به توافق رسید، در حالی که ژان دوم یک صلح جداگانه با شارل ناوار در کاله منعقد کرد. جنایات شارل علیه فرانسه بخشیده شد و تمام حقوق و دارایی‌هایش بازگردانده شد. ۳۰۰ نفر از پیروان او عفو سلطنتی دریافت کردند. در عوض او ادای احترام خود را به ولیعهد فرانسه تجدید کرد و قول داد که به پاکسازی استان‌های فرانسه از گروه غارتگران مزدور انگلیسی-ناواری کمک کند، که در وهله اول مسئول آزادسازی بسیاری از آنها بود. 

### میراث بورگوندی و از دست دادن نرماندی (۱۳۶۱–۱۳۶۵)
در سال ۱۳۶۱، پس از مرگ پسرعموی دوم خود، فیلیپ یکم، دوک بورگوندی، شارل ابتدا طبق حق اولویت نخستین فرزند ادعای دوک‌نشین بورگوندی را کرد. او نوه مارگارت، دختر بزرگ روبر دوم، دوک بورگوندی (متوفی ۱۳۰۶) بود. با این حال، دوک‌نشین توسط پادشاه ژان دوم، که پسر ژوآن، دختر دوم روبر دوم بود، تصرف شد، که آن را در قرابت خونی ادعا کرد و مقرر کرد که پس از مرگ او به پسر مورد علاقه‌اش فیلیپ جسور منتقل شود.
تبدیل شدن به دوک بورگوندی به شارل موقعیتی را در مرکز سیاست فرانسه می‌داد که او همیشه هوس می‌کرد و رد ناگهانی ادعای او تلخی تازه‌ای برانگیخت. پس از شکست تلاش برای جلب ادعای پاپ اینوسنت ششم، شارل در نوامبر ۱۳۶۱ به پادشاهی خود ناوار بازگشت. او به زودی برای تبدیل شدن به یک قدرت در فرانسه دوباره نقشه می‌کشید. خیزش برنامه‌ریزی شده حامیان او در نرماندی در اردیبهشت ۱۳۶۲ یک شکست فاحش بود، اما در سال ۱۳۶۳ او طرحی بلندپروازانه برای تشکیل دو ارتش در سال ۱۳۶۴ تدوین کرد که یکی از آنها از طریق دریا به نرماندی می‌رفت و دیگری تحت رهبری برادرش لوئی با گاسکونی‌ها که با شرکت بزرگ در فرانسه مرکزی کار می‌کردند، به بورگوندی حمله کردند، بنابراین پادشاه فرانسه را از هر دو طرف قلمرو خود تهدید کردند. در ژانویه ۱۳۶۴، شارل با ادوارد، شاهزاده سیاه، در آژن ملاقات کرد تا در مورد عبور نیروهایش از دوک‌نشین آکیتن تحت کنترل انگلیسی‌ها مذاکره کند. کاپیتال دو بوخ که با خواهر شارل نامزد شده بود و قرار بود ارتش خود را به نرماندی هدایت کند.  در مارس ۱۳۶۴ کاپتال به سمت نرماندی لشکر کشید تا قلمروهای شارل را تضمین کند.
ژان دوم فرانسه برای مذاکره با ادوارد سوم به لندن بازگشته بود و دفاع از فرانسه بار دیگر در دست دوفن بود. قبلاً یک ارتش سلطنتی در نرماندی وجود داشت که شهر رولبویز را محاصره کرده بود که اسماً توسط کنت اوسر فرماندهی می‌شد اما در واقع توسط برتراند دو گوسلکین فرماندهی می‌شد. طرح‌های شارل از قبل به خوبی شناخته شده بود و در اوایل آوریل ۱۳۶۴ این نیرو بسیاری از سنگرهای باقیمانده شارل را قبل از اینکه کاپیتال دو بوخ به نرماندی برسد تصرف کرد. هنگامی که او وارد شد، شروع به تمرکز نیروهای خود در اطراف اورو کرد، که هنوز متعلق به شارل بود. سپس ارتش خود را به سمت شرق به سمت نیروهای سلطنتی هدایت کرد. در ۱۶ می ۱۳۶۴ در نبرد کوچرل توسط دو گوسکلین شکست خورد. ژان دوم در آوریل در انگلستان درگذشت و خبر پیروزی کوچرل در ۱۸ مه به دوفین رسید، جایی که روز بعد به عنوان شارل پنجم فرانسه تاج گذاری کرد.  او بلافاصله برادرش فیلیپ را به عنوان دوک بورگوندی تأیید کرد.
شارل ناوار که از این شکست دلسرد نشد، بر طرح بزرگ خود پافشاری کرد. در اوت ۱۳۶۴، مردانش جنگی را در نرماندی آغاز کردند، در حالی که یک ارتش کوچک ناوار به فرماندهی رودریگو دو اوریز از بایون به سمت شربورگ حرکت کرد. در همین حال، برادر شارل، لوئی ناوار، ارتشی را رهبری کرد که با نیروهایی که توسط کاپیتان‌های شرکت بزرگ و سگوین دو بادفول آزاد شده بود، از طریق قلمرو شاهزاده سیاه و در سراسر فرانسه، از نیروهای سلطنتی فرانسه که برای رهگیری او فرستاده شده بودند فرار کرد و در ۲۳ سپتامبر به نرماندی رسیدند. با شنیدن فروپاشی جنگ داخلی در بریتانی پس از نبرد اورای (۲۹ سپتامبر)، لوئی طرح خود را برای حمله به بورگوندی رها کرد و به جای آن به تسخیر مجدد کوتنتین برای شارل پرداخت. در همین حین، سگوین دو بادفول و کاپیتانان همکارش شهر آنس در مرز بورگوندی را تصرف کردند، اما فقط برای استفاده از آن به عنوان مرکزی برای یورش و غارت دورادور. آنها به نفع شارل ناوار عمل نکردند و پاپ اوربان پنجم سگوین را تکفیر کرد. اگرچه شارل به برنارد آیز پنجم، ارباب آلبرت، مبالغ هنگفتی را پیشنهاد کرد تا فرماندهی نیروهایش را در اطراف بورگوندی به دست بگیرد، اما سرانجام متوجه شد که نمی‌تواند بر پادشاه فرانسه پیروز شود و باید با او صلح کند. در ماه مه ۱۳۶۵، در پامپلونا، با معاهده‌ای موافقت کرد که به موجب آن، عفو عمومی برای حامیانش در نظر گرفته می‌شد، بقایای یاغیان ناواری اعدام و به نمایش گذاشته شده برای خیانت به خانواده‌هایشان بازگردانده می‌شد، زندانیان متقابلاً بدون باج آزاد می‌شدند. به شارل اجازه داده شد تا فتوحات خود را در سال ۱۳۶۴ حفظ کند، به جز ارگ مولان، که قرار بود با خاک یکسان شود. به عنوان غرامت، شارل مونپلیه را در لانگداک دریافت کرد. قرار بود ادعای او در مورد بورگوندی به داوری پاپ ارجاع شود.  پاپ در واقع هرگز در این مورد اظهارنظر نکرد. این پایان شرم آور ۱۵ سال مبارزه شارل برای ایجاد یک قلمرو بزرگ برای خود و دودمان خود در فرانسه بود. از این پس او عمدتاً در پادشاهی خود اقامت داشت.
در پایان سال ۱۳۶۵، سگوین دو بادفول به ناوار رسید تا مبالغ قابل توجهی را که شارل متعهد شده بود برای خدماتش در بورگوندی به او بپردازد، مطالبه کند، حتی اگر هیچ چیز اساسی به دست نیاورد. شارل از دیدن او خوشحال نشد، او را در خلوت پذیرفت و او را با گلابی زهرآلود، مسموم کرد. 

### مرگ
شارل در ۵۴ سالگی در پامپلونا (نابارا، اسپانیای امروزی) درگذشت. مرگ هولناک او در سرتاسر اروپا مشهور شد و اغلب اخلاق‌گرایان به آن اشاره کردند و گاه در تواریخ نسخه‌های خطی روشن به تصویر کشیده شد. بعد از اینکه که برای درمان یک بیماری در باندی آغشته به برندی پیچیده شده بود، یکی از خدمتکاران اشتباهاً بانداژ را روی آتش قرار داد و وی زنده زنده در آنش سوزانده شد. چندین نسخه از داستان وجود دارد که در جزئیات متفاوت است. این روایت انگلیسی فرانسیس بلاگدون در سال ۱۸۰۳ است:
شارل بد که به حدی از بین رفته بود که نمی‌توانست از اندام خود استفاده کند، با پزشک خود مشورت کرد و دستور داد او را از سر تا پا در پارچه کتانی آغشته به براندی بپیچند تا بتواند مانند گونی تا گردن در آن  [کذا] قرار گیرد. شب بود که این دارو تجویز شد. یکی از خادمین زن کاخ، که به دوختن پارچه‌ای که بیمار را در بر می‌گرفت، پس از آمدن به گردن، نقطه ثابتی که قرار بود درز خود را تمام کند، بر اساس عادت گره زد. اما از آنجایی که هنوز انتهای نخ باقی مانده بود، به جای اینکه طبق معمول با قیچی آن را برش دهد، به شمع متوسل شد که بلافاصله تمام پارچه را آتش زد. او که ترسیده بود فرار کرد و پادشاه را رها کرد و او را در قصر خود زنده زنده سوزاندند.
نسخه اخلاقی جان کسل می‌گوید:
او اکنون شصت ساله بود و به دلیل شرارت عاداتش به بیماری انبوهی مبتلا شده بود. برای حفظ گرمای خود، پزشک دستور داد او را در کتانی آغشته به ارواح شراب بپوشانند و تخت او را با تشت زغال داغ گرم کنند. او مدتی در امنیت از مزایای این نسخه منحصر به فرد بهره‌مند شده بود، اما اکنون که بربریت‌های خود را بر نمایندگان پادشاهی خود انجام می‌داد، «به خشنودی خدا یا شیطان»، می‌گوید فرواسارت، «آتش به ملحفه‌های او رسید، و از آن به شخص او رسید، زیرا در ماده بسیار قابل اشتعال بود.» او با ترس سوخته بود، اما نزدیک به دو هفته در وحشتناک‌ترین عذاب‌ها ماندگار شد.

## شجره نامه
|                         |                         |                         |                         |                         |                         |                        |                        |                        |                        |                            |                            |                             |                            |                            |                            |                        |  |                        |  | فیلیپ سوم، پادشاه فرانسه |               |               |               |                        |               |  |  |                          |                          |                          |                          |                          |                          |  |  |                         |                         |                         |                         |                         |                         |  |  |  |  |  |  |  |  |  |  |  |  |  |  |  |  |  |  |  |  |  |  |  |  |  |  |  |  |  |  |
|                         |                         |                         |                         |                         |                         |                        |                        |                        |                        |                            |                            |                             |                            |                            |                            |                        |  |                        |  |                          |               |               |               |                        |               |  |  |                          |                          |                          |                          |                          |                          |  |  |                         |                         |                         |                         |                         |                         |  |  |  |  |  |  |  |  |  |  |  |  |  |  |  |  |  |  |  |  |  |  |  |  |  |  |  |  |  |  |
|                         |                         |                         |                         |                         |                         |                        |                        |                        |                        |                            |                            |                             |                            |                            |                            |                        |  |                        |  |                          |               |               |               |                        |               |  |  |                          |                          |                          |                          |                          |                          |  |  |                         |                         |                         |                         |                         |                         |  |  |  |  |  |  |  |  |  |  |  |  |  |  |  |  |  |  |  |  |  |  |  |  |  |  |  |  |  |  |
|                         |                         | خوآنای یکم، ملکه ناوار  | خوآنای یکم، ملکه ناوار  | خوآنای یکم، ملکه ناوار  | خوآنای یکم، ملکه ناوار  | خوآنای یکم، ملکه ناوار | خوآنای یکم، ملکه ناوار |                        |                        | فیلیپ چهارم، پادشاه فرانسه | فیلیپ چهارم، پادشاه فرانسه | فیلیپ چهارم، پادشاه فرانسه  | فیلیپ چهارم، پادشاه فرانسه | فیلیپ چهارم، پادشاه فرانسه | فیلیپ چهارم، پادشاه فرانسه |                        |  |                        |  |                          |               |               |               |                        |               |  |  | شارل، کنت والوآ          | شارل، کنت والوآ          | شارل، کنت والوآ          | شارل، کنت والوآ          | شارل، کنت والوآ          | شارل، کنت والوآ          |  |  | لوئی، کنت اورو          | لوئی، کنت اورو          | لوئی، کنت اورو          | لوئی، کنت اورو          | لوئی، کنت اورو          | لوئی، کنت اورو          |  |  |  |  |  |  |  |  |  |  |  |  |  |  |  |  |  |  |  |  |  |  |  |  |  |  |  |  |  |  |
|                         |                         | خوآنای یکم، ملکه ناوار  | خوآنای یکم، ملکه ناوار  | خوآنای یکم، ملکه ناوار  | خوآنای یکم، ملکه ناوار  | خوآنای یکم، ملکه ناوار | خوآنای یکم، ملکه ناوار |                        |                        | فیلیپ چهارم، پادشاه فرانسه | فیلیپ چهارم، پادشاه فرانسه | فیلیپ چهارم، پادشاه فرانسه  | فیلیپ چهارم، پادشاه فرانسه | فیلیپ چهارم، پادشاه فرانسه | فیلیپ چهارم، پادشاه فرانسه |                        |  |                        |  |                          |               |               |               |                        |               |  |  | شارل، کنت والوآ          | شارل، کنت والوآ          | شارل، کنت والوآ          | شارل، کنت والوآ          | شارل، کنت والوآ          | شارل، کنت والوآ          |  |  | لوئی، کنت اورو          | لوئی، کنت اورو          | لوئی، کنت اورو          | لوئی، کنت اورو          | لوئی، کنت اورو          | لوئی، کنت اورو          |  |  |  |  |  |  |  |  |  |  |  |  |  |  |  |  |  |  |  |  |  |  |  |  |  |  |  |  |  |  |
|                         |                         |                         |                         |                         |                         |                        |                        |                        |                        |                            |                            |                             |                            |                            |                            | روبر دوم، دوک بورگوندی |  |                        |  |                          |               |               |               |                        |               |  |  |                          |                          |                          |                          |                          |                          |  |  |                         |                         |                         |                         |                         |                         |  |  |  |  |  |  |  |  |  |  |  |  |  |  |  |  |  |  |  |  |  |  |  |  |  |  |  |  |  |  |
|                         |                         |                         |                         |                         |                         |                        |                        |                        |                        |                            |                            |                             |                            |                            |                            |                        |  |                        |  |                          |               |               |               |                        |               |  |  |                          |                          |                          |                          |                          |                          |  |  |                         |                         |                         |                         |                         |                         |  |  |  |  |  |  |  |  |  |  |  |  |  |  |  |  |  |  |  |  |  |  |  |  |  |  |  |  |  |  |
|                         |                         |                         |                         |                         |                         |                        |                        |                        |                        |                            |                            |                             |                            |                            |                            |                        |  |                        |  |                          |               |               |               |                        |               |  |  |                          |                          |                          |                          |                          |                          |  |  |                         |                         |                         |                         |                         |                         |  |  |  |  |  |  |  |  |  |  |  |  |  |  |  |  |  |  |  |  |  |  |  |  |  |  |  |  |  |  |
|                         |                         |                         |                         |                         |                         |                        |                        |                        |                        |                            |                            |                             |                            |                            |                            |                        |  |                        |  |                          |               |               |               |                        |               |  |  |                          |                          |                          |                          |                          |                          |  |  |                         |                         |                         |                         |                         |                         |  |  |  |  |  |  |  |  |  |  |  |  |  |  |  |  |  |  |  |  |  |  |  |  |  |  |  |  |  |  |
| لوئی دهم، پادشاه فرانسه | لوئی دهم، پادشاه فرانسه | لوئی دهم، پادشاه فرانسه | لوئی دهم، پادشاه فرانسه | لوئی دهم، پادشاه فرانسه | لوئی دهم، پادشاه فرانسه |                        |                        | مارگارت بورگوندی       | مارگارت بورگوندی       | مارگارت بورگوندی           | مارگارت بورگوندی           | مارگارت بورگوندی            | مارگارت بورگوندی           |                            |                            |                        |  |                        |  | ژوآن بورگوندی            | ژوآن بورگوندی | ژوآن بورگوندی | ژوآن بورگوندی | ژوآن بورگوندی          | ژوآن بورگوندی |  |  | فیلیپ ششم، پادشاه فرانسه | فیلیپ ششم، پادشاه فرانسه | فیلیپ ششم، پادشاه فرانسه | فیلیپ ششم، پادشاه فرانسه | فیلیپ ششم، پادشاه فرانسه | فیلیپ ششم، پادشاه فرانسه |  |  |                         |                         |                         |                         |                         |                         |  |  |  |  |  |  |  |  |  |  |  |  |  |  |  |  |  |  |  |  |  |  |  |  |  |  |  |  |  |  |
| لوئی دهم، پادشاه فرانسه | لوئی دهم، پادشاه فرانسه | لوئی دهم، پادشاه فرانسه | لوئی دهم، پادشاه فرانسه | لوئی دهم، پادشاه فرانسه | لوئی دهم، پادشاه فرانسه |                        |                        | مارگارت بورگوندی       | مارگارت بورگوندی       | مارگارت بورگوندی           | مارگارت بورگوندی           | مارگارت بورگوندی            | مارگارت بورگوندی           |                            |                            |                        |  |                        |  | ژوآن بورگوندی            | ژوآن بورگوندی | ژوآن بورگوندی | ژوآن بورگوندی | ژوآن بورگوندی          | ژوآن بورگوندی |  |  | فیلیپ ششم، پادشاه فرانسه | فیلیپ ششم، پادشاه فرانسه | فیلیپ ششم، پادشاه فرانسه | فیلیپ ششم، پادشاه فرانسه | فیلیپ ششم، پادشاه فرانسه | فیلیپ ششم، پادشاه فرانسه |  |  |                         |                         |                         |                         |                         |                         |  |  |  |  |  |  |  |  |  |  |  |  |  |  |  |  |  |  |  |  |  |  |  |  |  |  |  |  |  |  |
|                         |                         |                         |                         |                         |                         |                        |                        |                        |                        |                            |                            | ایزابلای فرانسه             |                            |                            |                            |                        |  |                        |  |                          |               |               |               |                        |               |  |  |                          |                          |                          |                          |                          |                          |  |  |                         |                         |                         |                         |                         |                         |  |  |  |  |  |  |  |  |  |  |  |  |  |  |  |  |  |  |  |  |  |  |  |  |  |  |  |  |  |  |
|                         |                         |                         |                         |                         |                         |                        |                        |                        |                        |                            |                            |                             |                            |                            |                            |                        |  |                        |  |                          |               |               |               | ژان دوم، پادشاه فرانسه |               |  |  |                          |                          |                          |                          |                          |                          |  |  |                         |                         |                         |                         |                         |                         |  |  |  |  |  |  |  |  |  |  |  |  |  |  |  |  |  |  |  |  |  |  |  |  |  |  |  |  |  |  |
|                         |                         |                         |                         |                         |                         |                        |                        |                        |                        |                            |                            | ادوارد سوم، پادشاه انگلستان |                            |                            |                            |                        |  |                        |  |                          |               |               |               |                        |               |  |  |                          |                          |                          |                          |                          |                          |  |  |                         |                         |                         |                         |                         |                         |  |  |  |  |  |  |  |  |  |  |  |  |  |  |  |  |  |  |  |  |  |  |  |  |  |  |  |  |  |  |
|                         |                         |                         |                         | خوآنای دوم، ملکه ناوار  | خوآنای دوم، ملکه ناوار  | خوآنای دوم، ملکه ناوار | خوآنای دوم، ملکه ناوار | خوآنای دوم، ملکه ناوار | خوآنای دوم، ملکه ناوار |                            |                            |                             |                            |                            |                            |                        |  |                        |  |                          |               |               |               |                        |               |  |  |                          |                          |                          |                          |                          |                          |  |  | فیلیپ سوم، پادشاه ناوار | فیلیپ سوم، پادشاه ناوار | فیلیپ سوم، پادشاه ناوار | فیلیپ سوم، پادشاه ناوار | فیلیپ سوم، پادشاه ناوار | فیلیپ سوم، پادشاه ناوار |  |  |  |  |  |  |  |  |  |  |  |  |  |  |  |  |  |  |  |  |  |  |  |  |  |  |  |  |  |  |
|                         |                         |                         |                         | خوآنای دوم، ملکه ناوار  | خوآنای دوم، ملکه ناوار  | خوآنای دوم، ملکه ناوار | خوآنای دوم، ملکه ناوار | خوآنای دوم، ملکه ناوار | خوآنای دوم، ملکه ناوار |                            |                            |                             |                            |                            |                            |                        |  |                        |  |                          |               |               |               |                        |               |  |  |                          |                          |                          |                          |                          |                          |  |  | فیلیپ سوم، پادشاه ناوار | فیلیپ سوم، پادشاه ناوار | فیلیپ سوم، پادشاه ناوار | فیلیپ سوم، پادشاه ناوار | فیلیپ سوم، پادشاه ناوار | فیلیپ سوم، پادشاه ناوار |  |  |  |  |  |  |  |  |  |  |  |  |  |  |  |  |  |  |  |  |  |  |  |  |  |  |  |  |  |  |
|                         |                         |                         |                         |                         |                         |                        |                        |                        |                        |                            |                            |                             |                            |                            |                            |                        |  |                        |  |                          |               |               |               |                        |               |  |  |                          |                          |                          |                          |                          |                          |  |  |                         |                         |                         |                         |                         |                         |  |  |  |  |  |  |  |  |  |  |  |  |  |  |  |  |  |  |  |  |  |  |  |  |  |  |  |  |  |  |
|                         |                         |                         |                         |                         |                         |                        |                        |                        |                        |                            |                            |                             |                            |                            |                            |                        |  | شارل دوم، پادشاه ناوار |  |                          |               |               |               |                        |               |  |  |                          |                          |                          |                          |                          |                          |  |  |                         |                         |                         |                         |                         |                         |  |  |  |  |  |  |  |  |  |  |  |  |  |  |  |  |  |  |  |  |  |  |  |  |  |  |  |  |  |  |